# Inge Dekker
Inge Dekker (* 18. August 1985 in Assen) ist eine niederländische Schwimmerin. Ihre Hauptstrecken sind die kurzen Schmetterlings- und Freistilstrecken.

## Werdegang
Gemeinsam mit Inge de Bruijn, Marleen Veldhuis und Chantal Groot gewann sie die Bronzemedaille über die 4 × 100 m Freistil bei den Olympischen Spielen 2004 in Athen.
Ihr Profidebüt gab Dekker bei den Kurzbahneuropameisterschaften 2001 in Antwerpen. In weiterer Folge gewann sie mit der niederländischen Freistil- und Lagenstaffel viele Welt- und Europameistertitel. Ihr Durchbruch als Einzelschwimmerin gelang ihr bei den Schwimmeuropameisterschaften 2006 in Budapest, als sie über 200 m Schmetterling Europameisterin wurde.
Ihre bisher erfolgreichsten Wettkämpfe absolvierte Dekker bei den Kurzbahneuropameisterschaften 2009 in Istanbul, als sie sowohl über 100 Meter Freistil, 50 Meter und 100 Meter Schmetterling als auch mit der 4-mal-50-Meter-Freistilstaffel und der 4-mal-50-Meter-Lagenstaffel Europameisterin wurde. Sie war mit diesen fünf Goldmedaillen die erfolgreichste Schwimmerin dieser Wettkämpfe.
2016 erkrankte Dekker an Krebs.

## Rekorde
| Weltrekorde (5)                                                          | Weltrekorde (5) | Weltrekorde (5)   | Weltrekorde (5) |
| ------------------------------------------------------------------------ | --------------- | ----------------- | --------------- |
| 4 × 100 m Freistil (mit Kromowidjojo, Heemskerk und Veldhuis)            | 03:31,72 min    | 26. Juli 2009     | Rom             |
| 4 × 50 m Freistil (Kurzbahn) (mit Kromowidjojo, Schreuder und de Jonge)  | 01:33,25 min    | 11. Dezember 2009 | Istanbul        |
| 4 × 50 m Lagen (Kurzbahn) (mit Kromowidjojo, Schreuder und Nijhuis)      | 01:42,69 min    | 12. Dezember 2009 | Istanbul        |
| 4 × 100 m Freistil (Kurzbahn) (mit Kromowidjojo, Schreuder und Veldhuis) | 03:28,22 min    | 19. Dezember 2008 | Amsterdam       |
| 4 × 200 m Freistil (Kurzbahn) (mit Kromowidjojo, Heemskerk und Veldhuis) | 07:38,90 min    | 9. April 2008     | Manchester      |
| (Stand: 7. August 2010)                                                  |                 |                   |                 |